# پرگراتن آم گروسفندیگر
پرگراتن آم گروسفندیگر (به آلمانی: Prägraten am Großvenediger) یک منطقهٔ مسکونی در اتریش است که در لاینس واقع شده‌است. پرگراتن آم گروسفندیگر ۱۸۰٫۳۶ کیلومتر مربع مساحت دارد ۱٬۳۱۲ متر بالاتر از سطح دریا واقع شده‌است.